# Compagnie minière (France)
Pour les articles homonymes, voir Compagnie.
En 1946, l'Assemblée nationale française décide la nationalisation des combustibles minéraux et la création de Charbonnages de France. Auparavant, l'exploitation des mines de charbon était confiée à des compagnies minières de droit privé, bénéficiant de concessions (voir carte ci-dessous). 

## Historique

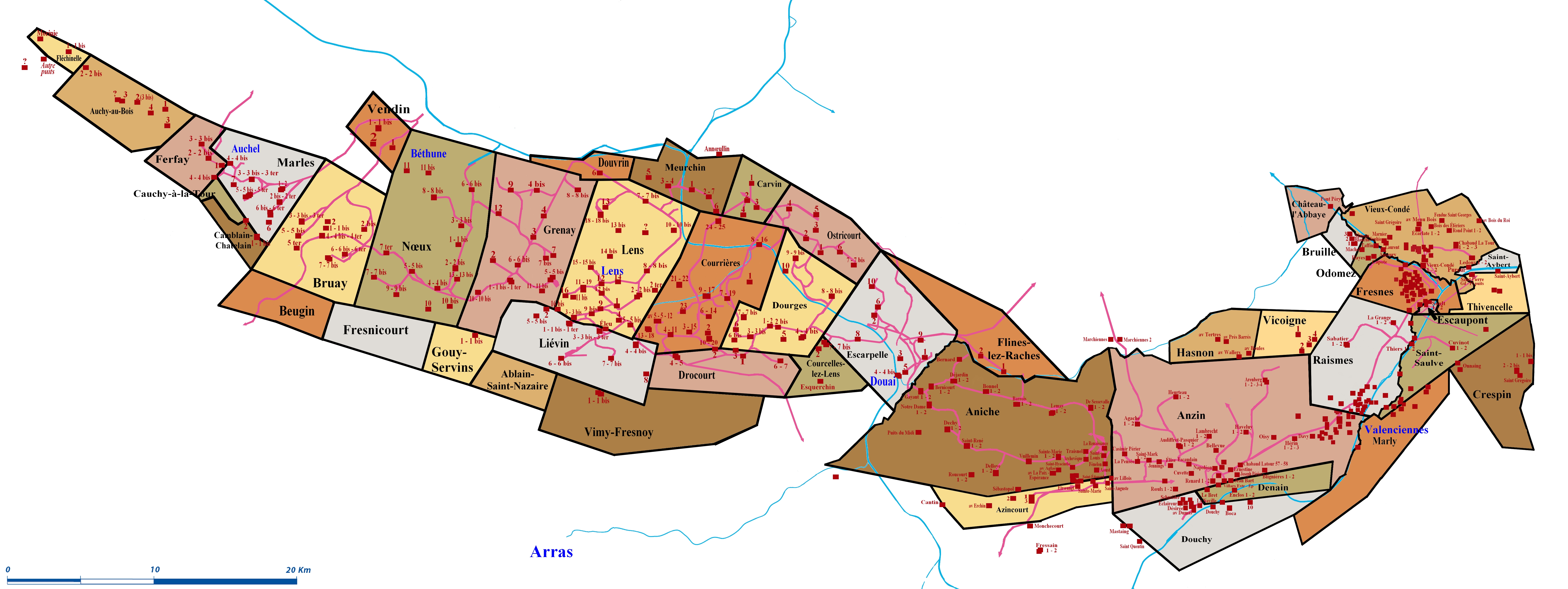
Concessions minières du Nord-Pas-de-Calais.

Dans le Nord la première société d'exploitation du charbon fut celle d'Anzin créée le 19 novembre 1757 par le vicomte Jacques Désandrouin. 
Dans le Pas-de-Calais, 1852 sera marqué par la constitution des compagnies de Courrières, Dourges, Lens et Lillers.
À l'extrémité ouest du bassin du Nord-Pas-de-Calais se situait la concession de Fléchinelle.
L'exploitation des mines nécessitant une main-d’œuvre importante qui n'était  pas présente là où l'on avait découvert les gisements, les compagnies durent donc y faire venir un grand nombre de personnes. Elles durent prendre en charge leur logement et celui de leurs familles et pallier l'insuffisance des équipements publics. C'est ainsi que, progressivement les compagnies minières se substituèrent complètement aux communes en construisant à leur place, routes, écoles, stades et même églises.
Cette omniprésence sur le terrain s'accompagnait également d'une emprise considérable sur la vie privée, par l'intermédiaire des gardes des mines chargés de veiller à l'ordre et à la salubrité dans les cités minières, parfois entourées de murs et fermées le soir. Cette situation décrite dans le roman Germinal d'Émile Zola se poursuivra jusqu'à la Seconde Guerre mondiale.
Début 2014, le gouvernement annonce un projet de  Compagnie nationale des mines de France (CMF).